# Dmitri Tscheremnych
Dmitri Tscheremnych (russisch Дмитрий Черемных; * 21. September 1978 in Resch) ist ein ehemaliger russischer Basketballspieler.

## Laufbahn
Der 2,13 Meter große Innenspieler begann seine Laufbahn im professionellen Basketball 1996 bei Ural Jekaterinburg. Er spielte anschließend für Awtodor Saratow, sammelte mit der Mannschaft in der Saison 1999/2000 erste Erfahrung im Europapokal. In der Saison 2000/01 gewann Tscheremnych mit Ural Great Perm die russische Meisterschaft sowie den Titel in der Nordeuropäischen Basketball-Liga. Anschließend stand er von 2001 bis 2004 in Diensten von EURAS Jekaterinburg, nahm mit der Mannschaft ebenfalls an europäischen Vereinswettbewerben teil. Mit der russischen Studentennationalmannschaft gewann Tscheremnych 2003 die Silbermedaille bei der Universiade.
2004 wechselte er zu Lokomotive Rostow, 2010/11 stand er in der Mannschaft Metallurg Universität in Magnitogorsk. In Deutschland spielte Tscheremnych 2011/12 für den Zweitligisten Saar-Pfalz Braves, erzielte in der 2. Bundesliga ProA in 16 Einsätzen im Schnitt 5,9 Punkte sowie 4,7 Rebounds je Begegnung. Mitte November 2011 erhielt er bei einem Spiel für die Mannschaft einen Schlag auf den Kehlkopf, woraufhin bei Tscheremnych zunächst Lebensgefahr bestand.
In der Saison 2013/14 spielte Tscheremnych wieder für Ural Jekaterinburg, kam mit der Mannschaft zu weiteren Europapokaleinsätzen. Später zog er wieder nach Deutschland, war Jugendtrainer beim SC Rist Wedel und gewann 2017 als Spieler mit dem Verein den deutschen Meistertitel in der Altersklasse Ü35. Beim Hamburger Verein SC Ottensen wurde er Trainer im Jugend- und Herrenbereich.